# Боруссія-Парк
Бору́ссія Парк (нім. Borussia-Park) — стадіон в місті Менхенгладбах, домашня арена футбольного клубу «Боруссія» Менхенгладбах.
В нинішній час використовується замість застарілого стадіону Бекельберг (нім. Bökelbergstadion), який вже не відповідає сучасним вимогам безпеки.